# Vitkronad näshornsfågel
Vitkronad näshornsfågel (Horizocerus cassini) är en fågel i familjen näshornsfåglar inom ordningen härfåglar och näshornsfåglar.

## Utbredning och systematik
Fågeln förekommer i Centralafrika från Nigeria till norra Angola och västra Uganda. Den betraktades tidigare som underart till Horizocerus albocristatus. Den urskiljs dock sedan 2014 som egen art av Birdlife International och IUCN, sedan 2023 även av eBird/Clements och IOC.

## Status
IUCN kategoriserar den som livskraftig.